# Cueva de Llamazares
La cueva de Llamazares o cueva Coribos está situada en el norte de la provincia de León (España), junto al pueblo de Llamazares, municipio de Valdelugueros y a 57 km de la ciudad de capital. Abierta al público desde 2015 se encuentra gestionada de manera privada.
El itinerario visitable, de 700 metros de longitud, recorre la cueva en un recorrido que va ganando en complejidad y diversidad de formaciones geológicas.

## Situación
La cueva se encuentra en la comarca y reserva de los Argüellos, junto al pueblo de Llamazares. En lo alto del valle, en el pico Coribos, se llega a la cueva tras un sendero de 1 km de longitud de dificultad media que permite observar de forma panorámica el valle que desciende hacia Lugueros y el hayedo que une el pueblo de Llamazares con la vecina localidad de Redilluera. El pico Bodón, al otro lado del valle, domina la vista con 1.959m de altura.
La cueva, localizada a 1.475 metros de altura, tiene forma de H aunque solo es visitable un camino, que recorre 700m hasta internarse en la montaña donde la cueva no permite avanzar sin el uso de material especializado.
La visita puede realizarse durante las vacaciones de Semana Santa y posteriormente a partir del mes de mayo hasta el fin de septiembre durante los fines de semana. En los meses de julio y agosto puede visitarse todos los días.
Acceso
El acceso se realiza a través del pueblo de Llamazares, tras una senda de 1 km. Llamazares, localizado a 57km de León es accesible si desde León tomamos la LE-311 dirección a Matallana de Torío. En Robles de la Valcueva tomamos la CL-626 hacia La Vecilla. En la Vecilla tomamos la LE-321 hacia el puerto de Vegarada. Una vez lleguemos a Lugueros cambiamos de carretera hacia Llamazares. A la cueva se accede desde el centro de recepción de visitantes, una bonita casa de piedra sita en el pueblo de Llamazares que en su día albergó la escuela del lugar.
El centro de recepción es punto de venta de las entradas y punto de inicio de la breve ascensión hasta la entrada de la cueva.

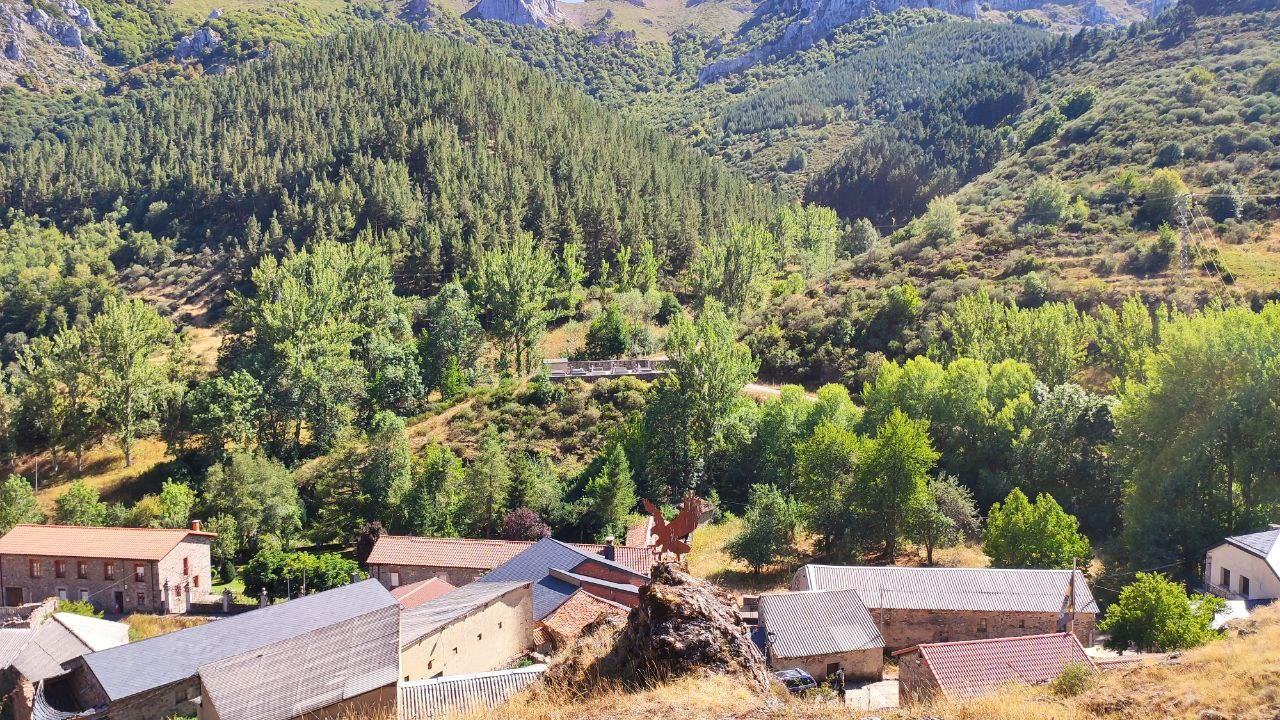
Vista del pueblo de Llamazares.
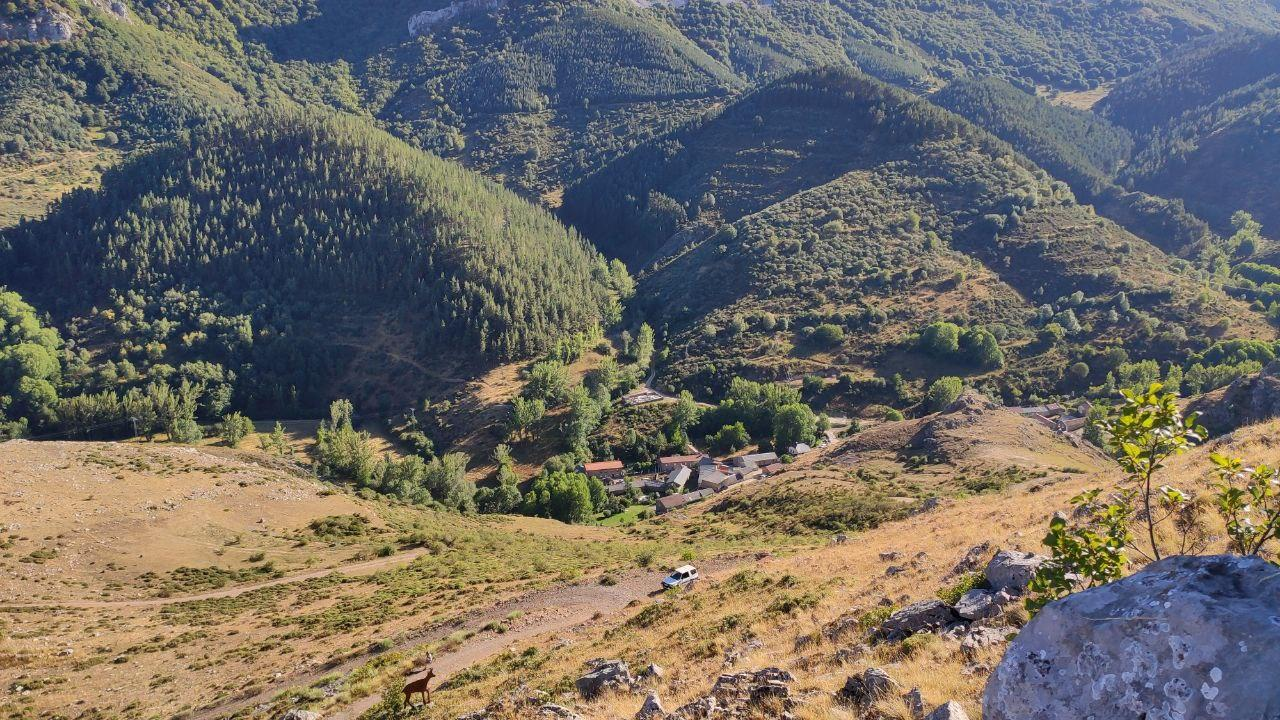
Llamazares desde la entrada de la cueva.

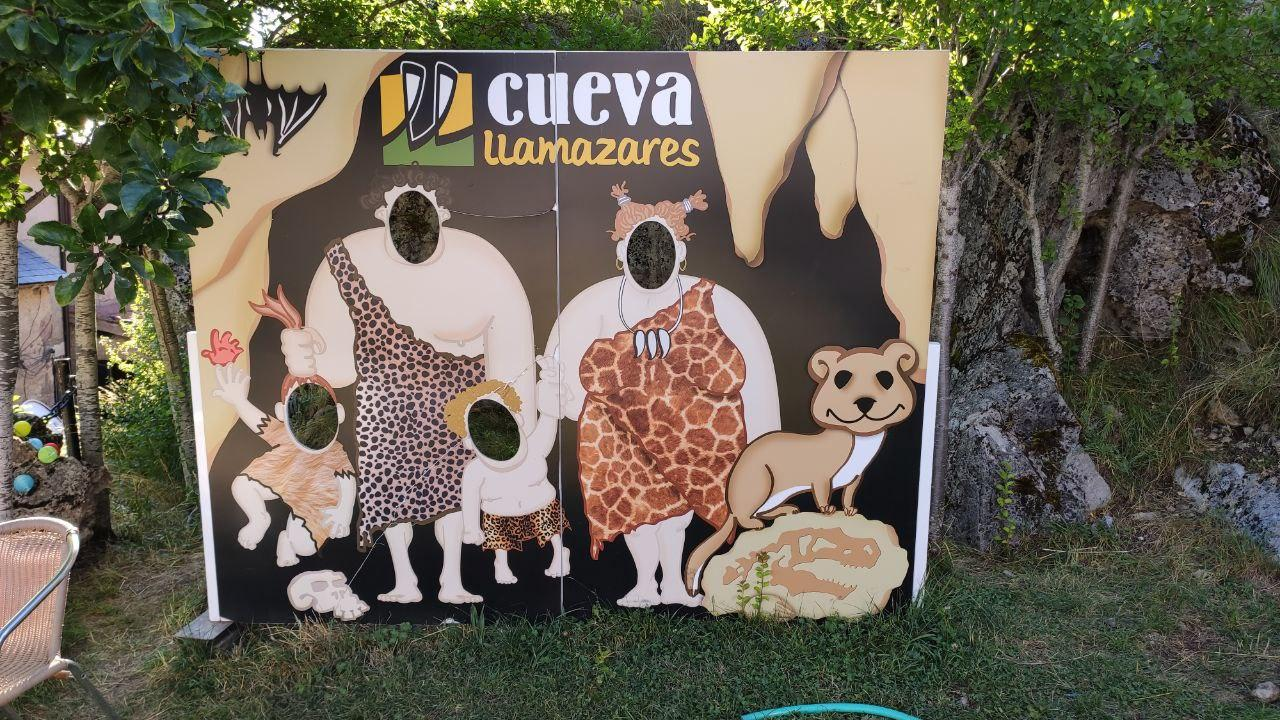
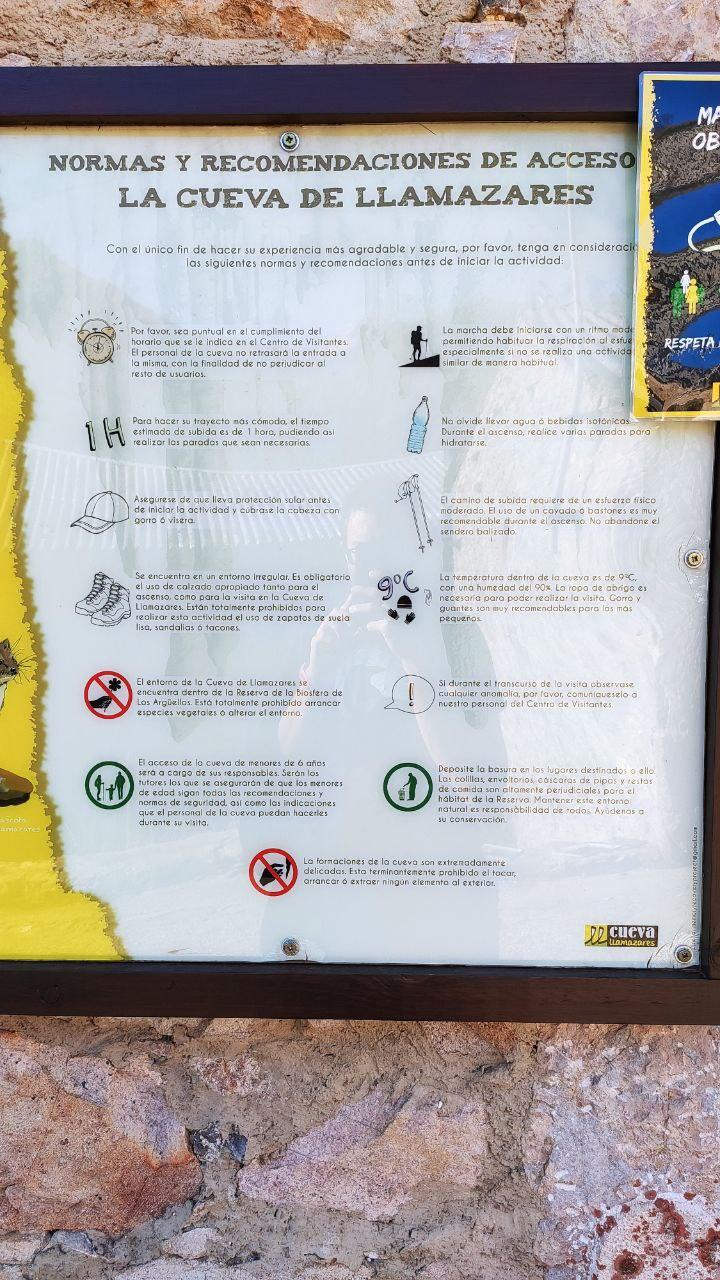
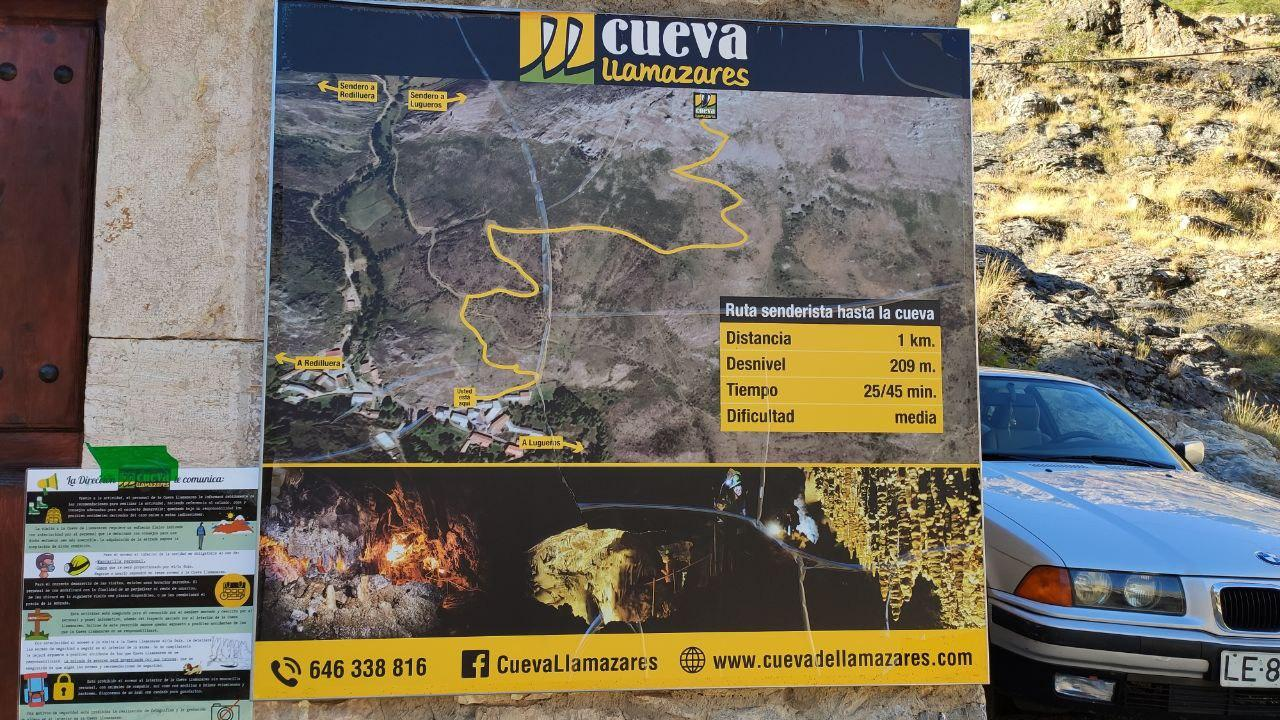

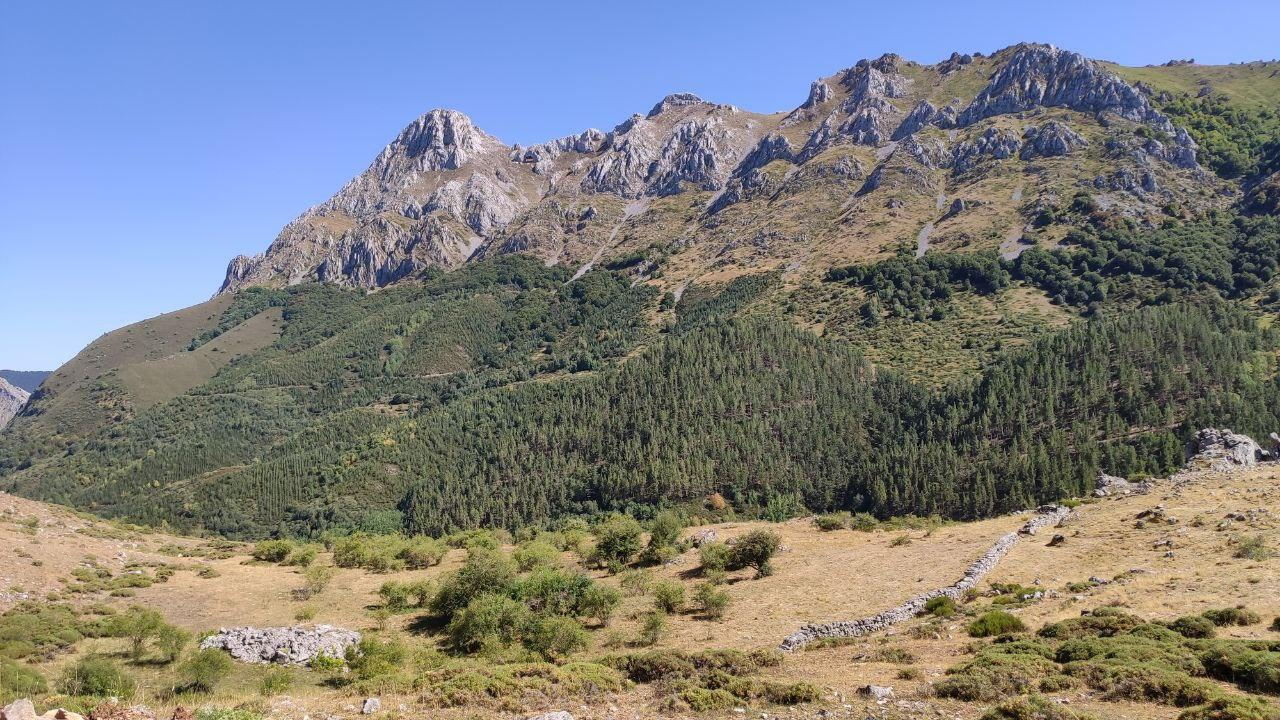
Valle y pico Bodón.
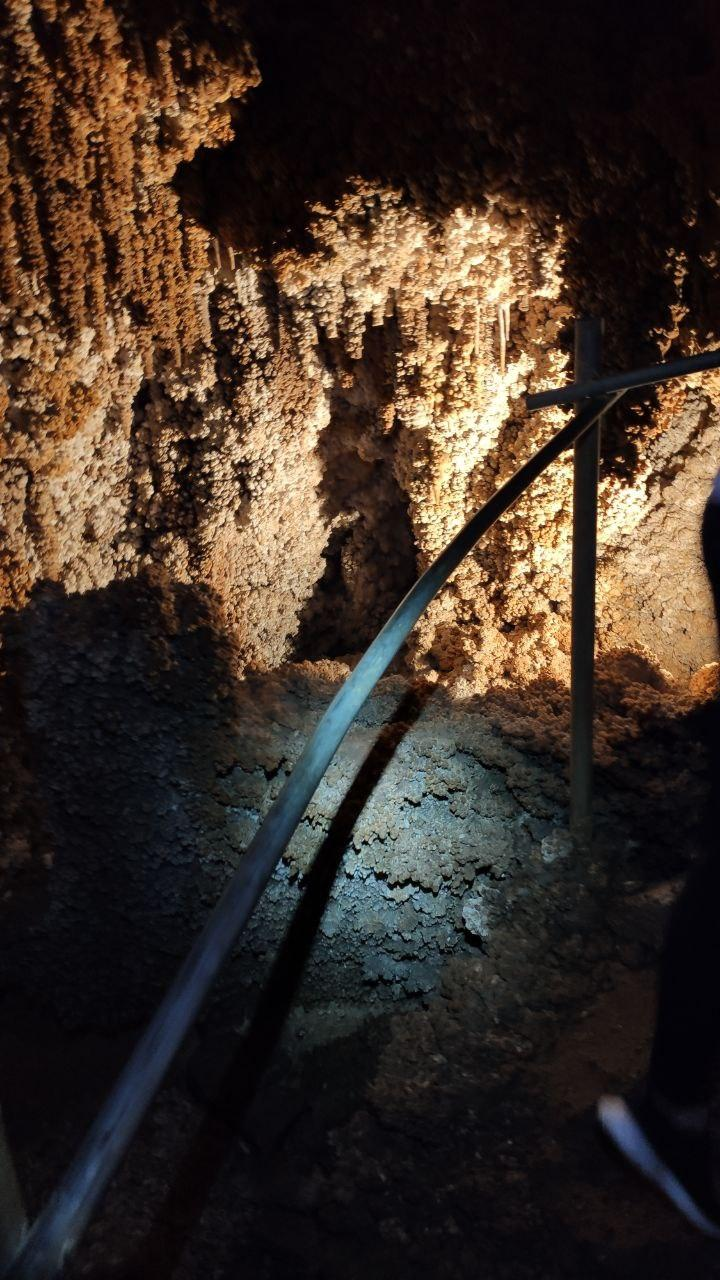
Interior de la cueva.